# Кубок Уельсу з футболу 2018—2019
Кубок Уельсу з футболу 2018–2019 — 132-й розіграш кубкового футбольного турніру в Уельсі. Титул всьоме здобув Нью-Сейнтс.

## Календар
| Раунд                        | Дата                       | Матчі | Клуби     |
| ---------------------------- | -------------------------- | ----- | --------- |
| Перший кваліфікаційний раунд | 17 серпня - 1 вересня 2018 | 47    | 188 → 141 |
| Другий кваліфікаційний раунд | 29 вересня 2018            | 49    | 141 → 92  |
| Перший раунд                 | 19-20 жовтня 2018          | 40    | 92 → 52   |
| Другий раунд                 | 9-17 листопада 2018        | 20    | 52 → 32   |
| 1/16 фіналу                  | 7-11 грудня 2018           | 16    | 32 → 16   |
| 1/8 фіналу                   | 26 січня 2019              | 8     | 16 → 8    |
| 1/4 фіналу                   | 1-2 березня 2019           | 4     | 8 → 4     |
| 1/2 фіналу                   | 30-31 березня 2019         | 2     | 4 → 2     |
| Фінал                        | 5 травня 2019              | 1     | 2 → 1     |

## 1/16 фіналу
| Команда 1                  | Рахунок      | Команда 2                     |
| -------------------------- | ------------ | ----------------------------- |
| 7 грудня 2018              |              |                               |
| Бангор Сіті (2)            | 4:1          | Голігед Готсупр (2)           |
| Престатін Таун (2)         | 0:3          | Карнарвон Таун                |
| Баррі Таун                 | 4:1 дч       | Пенібонт (2)                  |
| 8 грудня 2018              |              |                               |
| Кумбран Селтік (2)         | 0:3          | Нью-Сейнтс                    |
| Кумаман Юнайтед (2)        | 3:4          | Аберіствіт Таун               |
| Ейрбас (2)                 | 1:1 пен. 4:2 | Портмедог (2)                 |
| Гойтр Юнайтед (2)          | 0:3          | Кармартен Таун                |
| Денбі Таун (2)             | 1:2          | Кембріан-енд-Клайдеч-Вейл (2) |
| Гвілсфілд (2)              | 2:4 дч       | Коннаг'с Куей Номандс         |
| Ллангевні Таун (3)         | 1:0          | Лланеллі Таун                 |
| Ньютаун                    | 1:2          | Ріл (2)                       |
| Тон Пентр (2)              | 1:4          | Кардіфф МЮ                    |
| Гейверфордвест Каунті (2)  | 3:0          | Понтипрідд Таун (2)           |
| Ініссду Велфейр (А)        | 1:3          | Кевн Друїдс                   |
| Брітон Феррі Ллансавел (2) | 2:3          | Лландидно                     |
| 11 грудня 2018             |              |                               |
| Флінт Таун Юнайтед (2)     | 0:3          | Бала Таун                     |

## 1/8 фіналу
| Команда 1                     | Рахунок      | Команда 2             |
| ----------------------------- | ------------ | --------------------- |
| 26 січня 2019                 |              |                       |
| Бангор Сіті (2)               | 1:2          | Карнарвон Таун        |
| Баррі Таун                    | 3:2          | Кевн Друїдс           |
| Ейрбас (2)                    | 2:5          | Нью-Сейнтс            |
| Кармартен Таун                | 1:3          | Коннаг'с Куей Номандс |
| Кембріан-енд-Клайдеч-Вейл (2) | 2:2 пен. 3:1 | Ріл (2)               |
| Аберіствіт Таун               | 1:3          | Кардіфф МЮ            |
| Ллангевні Таун (3)            | 1:3          | Лландидно             |
| Гейверфордвест Каунті (2)     | 0:4 дч       | Бала Таун             |

## 1/4 фіналу
| Команда 1      | Рахунок | Команда 2                     |
| -------------- | ------- | ----------------------------- |
| 1 березня 2019 |         |                               |
| Карнарвон Таун | 1:2     | Коннаг'с Куей Номандс         |
| 2 березня 2019 |         |                               |
| Лландидно      | 1:8     | Нью-Сейнтс                    |
| Бала Таун      | 0:1 дч  | Кардіфф МЮ                    |
| Баррі Таун     | 3:2     | Кембріан-енд-Клайдеч-Вейл (2) |

## 1/2 фіналу
| Команда 1       | Рахунок | Команда 2             |
| --------------- | ------- | --------------------- |
| 30 березня 2019 |         |                       |
| Нью-Сейнтс      | 2:0     | Баррі Таун            |
| 31 березня 2019 |         |                       |
| Кардіфф МЮ      | 0:3     | Коннаг'с Куей Номандс |

## Фінал
| 5 травня 2019 16:45 (EEST) |

| Коннаг'с Куей Номандс | 0:3      | Нью-Сейнтс                  |
| --------------------- | -------- | --------------------------- |
|                       | Протокол | Дрейпер 7' Броббел 33', 62' |

| Рок, Росімедр Глядачів: 1 256 |